# Trận sông Aisne (1940)
Lỗi Lua trong Mô_đun:Location_map tại dòng 495: Không có giá trị kinh độ.
Trận sông Aisne là một trận đánh trong Chiến dịch nước Pháp năm 1940 trên Mặt trận phía Tây trong cuộc Chiến tranh thế giới thứ hai. Vào đầu tháng 6 năm 1940, quân đội Đức Quốc xã đã chọc thủng phòng tuyến của quân đội Pháp tại sông Aisne.
Quân đội Đức Quốc xã đã thâm nhập Khu hành chính Aisne của Pháp vào ngày 15 tháng 5 năm 1940.
Sư đoàn tăng (Panzer) số 6 của Đức – đội quân đã tiến chiếm Monthermé (Ardennes) tại mặt trận Meuse của Tập đoàn quân số 6 của Pháp vào buổi sáng ngày 15 tháng 5, đánh chiếm được Rozoy nằm về hướng đông bắc khu hành chính Aisne và Montcornet vào buổi tối.
Sau đó, 3 trận đánh liên tiếp đã diễn ra giữa quân đội Đức và Pháp:
- Trận Montcornet, bùng nổ tại Montcornet (Aisne) vào ngày 17 tháng 5 năm 1940.

- Trận sông Ailette, bùng nổ tại kênh Ailette (Aisne) và Chemin des Dames (Aisne) từ ngày 18 tháng 5 cho đến ngày 7 tháng 6 năm 1940.

- Trận sông Aisne, diễn ra tại sông Aisne từ ngày 17 tháng 5 cho đến ngày 10 tháng 6 năm 1940 và tiếp diễn ở phía nam con sông cho đến ngày 12 tháng 6.

## Giao chiến tại sông Aisne
Tập đoàn quân số 6 của Pháp dưới quyền chỉ huy của tướng Robert-Auguste Touchon đã thiết lập vị trí phòng ngự tại sông Aisne sau khi mặt trận của quân Pháp tại Meuse bị quân Đức chọc thủng.
Quân đội Đức Quốc xã đã tiến công mặt trận Aisne vào ngày 9 tháng 6. Cho đến đêm ngày 10 tháng 6 năm 1940, tình hình đã cho thấy là sự thất bại trong trận chiến sông Aisne thuộc về quân đội Pháp.

## Về phía nam sông Aisne
Sau đó, giao tranh đã tiếp diễn dọc theo hướng nam sông Aisne.